# Britt Baker
Brittany Baker (ur. 23 kwietnia 1991 w Punxsutawney) – amerykańska wrestlerka i dentystka lepiej znana pod swoim pseudonimem ringowym jako Dr. Britt Baker, D.M.D.

## Edukacja
Brittany Baker studiowała medycynę behawioralną na Uniwersytecie Stanu Pensylwania. Jej drugim fakultetem były studia nad rozwojem człowieka i rodziną. W 2014 rozpoczęła naukę w szkole dentystycznej na Uniwersytecie Pittsburskim, którą ukończyła w maju 2018.

## Kariera wrestlerska

### Gimmick
Będąc wrestlerką, jednocześnie wykonuje zawód dentysty, odkąd ukończyła szkołę dentystyczną w 2018. Wpłynęło to na jej postać we wrestlingu. Jej pełny pseudonim ringowy, jakim posługiwała się w All Elite Wrestling to Dr. Britt Baker, D.M.D. Odgrywała rolę wyniosłego heela i sama siebie publicznie określała jako wzór do naśladowania. 5 lutego 2020, nie mogąc pogodzić się z przegranym pojedynkiem przeciwko Yuce Sakazaki, zaatakowała przeciwniczkę po walce i siłą wyrwała jej ząb.

### Kariera niezależna (2015–2018)
Trenowała wrestling w akademii organizacji International Wrestling Cartel (IWC) w Pensylwanii. Debiutowała w 2015. 10 grudnia 2016 została inauguracyjną mistrzynią kobiet IWC. Pas zdobyła, pokonując April Serę, Marti Belle i Sonyę Strong. 22 lipca 2017 straciła go, przegrywając walkę przeciwko LuFisto, ale odzyskała 14 października 2017, pokonując nadal panującą mistrzynię i drugą pretendentkę Ray Lyn. Drugie panowanie Baker trwało do 10 listopada 2018, gdy w walce o tytuł pokonała ją Katie Arquette.
W 2016 wystąpiła gościnnie jako jobberka w WWE Raw. Została szybko pokonana przez Nię Jax.

### All Elite Wrestling (od 2018)
1 września 2018 wzięła udział w gali All In, w wygranej przez Tessę Blanchard walce, w której brały udział także Chelsea Green i Madison Rayne. W 2019  Baker dołączyła do powstałej na bazie sukcesu All In organizacji wrestlerskiej All Elite Wrestling (AEW). Była jedną z pierwszych wrestlerek dywizji kobiet AEW. Debiutowała w organizacji 25 maja 2019 na pierwszej gali - Double or Nothing, pokonując w walce typu Fatal 4-way Kylie Rae, Nylię Rose i Awesome Kong.

## Życie prywatne
Jest w związku z wrestlerem Adamem Cole'em, znanym z występów w WWE.

## Mistrzostwa i osiągnięcia
- International Wrestling Cartel
  - IWC Women's Championship (2 razy)
- Monster Factory Pro Wrestling
  - MFPW Girls Championship
- Remix Pro Wrestling
  - Remix Pro Fury Championship (1 raz)
- WrestleCircus
  - WC Big Top Tag Team Championship (1 raz)
- Zelo Pro Wrestling
  - Zelo Pro Women's Championship (1 raz)[1]